# Regeringen Atli Dam I
Atli Dams første regering var Færøernes regering fra den 12. december 1970 til den 11. januar 1975. Den var en koalition mellem Javnaðarflokkurin (JF), Sambandsflokkurin (SB) og Sjálvstýrisflokkurin (SF), ledet af Atli Dam (JF). Den blev efterfulgt af Atli Dams anden regering.
|                                          | Minister              | Parti | Fra               | Til             |
| ---------------------------------------- | --------------------- | ----- | ----------------- | --------------- |
| Lagmand                                  | Atli Dam              | JF    | 12. december 1970 | 11. januar 1975 |
| Vicelagmand                              | Peter F. Christiansen | SB    | 12. december 1970 | 11. januar 1975 |
| Ministerium                              | Minister              | Parti | Fra               | Til             |
| Finans- og landbrugsministeriet          | Peter F. Christiansen | SB    | 12. december 1970 | 11. januar 1975 |
| Arbejds-, social- og industriministeriet | Jacob Lindenskov      | JF    | 12. december 1970 | 11. januar 1975 |
| Fiskeri-, handels- og justitsministeriet | Eli Nolsøe            | SB    | 12. december 1970 | 11. januar 1975 |
| Kommunal-, kultur- og skoleministeriet   | Asbjørn Joensen       | SF    | 1972              | 11. januar 1975 |
|                                          | Sámal Petersen        | SF    | 12. december 1970 | 1972            |

## Eksterne links
- Færøernes lagmænd og regeringer siden 1948 Arkiveret 6. oktober 2014 hos  Wayback Machine

| Portal | Portal:Færøerne |